# Stibbard
Stibbard – wieś w Anglii, w hrabstwie Norfolk, w dystrykcie North Norfolk. Leży 32 km na północny zachód od Norwich i 162 km na północny wschód od Londynu. W 2001 miejscowość liczyła 365 mieszkańców.